# Entoplocamia
Entoplocamia es un género de plantas herbáceas perteneciente a la familia de las poáceas. Es originario de Angola y sur de África tropical.

## Especies
- Entoplocamia aristulata (Hack. & Rendle) Stapf
- Entoplocamia benguellensis Rendle
- Entoplocamia procera Chiov.